# Croix de cimetière de Pleubian
La croix de cimetière est située à Pleubian en France.

## Localisation
La croix est située sur la commune de Pleubian, au lieu-dit Le Bourg, dans le département des Côtes-d'Armor en région Bretagne.

## Description
Calvaire de la fin du XVe siècle, avec chaire ornée de bas-reliefs et pierre sculptée.

## Historique
La croix est classée partiellement au titre des monuments historiques par arrêté du 13 juillet 1907.

## Protection
Élément protégé : la chaire à prêcher.